# 近藤好美
近藤 好美（こんどう よしみ、1988年5月9日 - ）は日本の声優、モデル、タレント。
元スペースクラフト所属。埼玉県出身。身長155cm、B80cm-W57cm-H80cm、靴のサイズ23.5cm。既婚。

## 来歴・人物
- 2002年、第1回徳間書店ラブベリー専属モデルオーディションで特別賞を受賞する。
- 雑誌でのモデルの活動のほか、CM・舞台への出演としての活動歴もある。
- 2007年 当時声優としてはまったくの未経験、無名にもかかわらず新海監督作品秒速5センチメートル、ヒロイン篠原明里役の声優に大抜擢。新海監督にその天性の声質を高く評価され後の新海監督CM作品にも継続声優担当。
- 2011年3月末をもって所属事務所スペースクラフトを退社、同年4月インテリア関係の企業に就職[1]。
- 2016年3月末をもってインテリア関係の企業を退社、同年4月食品関係の企業に就職[2]。

## 出演

### テレビ
- 恋するいちごパラダイス（BS朝日）
- U-15.F スキにさせて!（2003年、テレビ東京）

### アニメーション映画
- 秒速5センチメートル（2007年3月） - 篠原明里 役[3]

### CM
- 信濃毎日新聞（2007年） - 少女の声[4]
- グリコ メンズポッキー（2007年） - 岡田将生と共演[5]